# 大阪教育大学附属高等学校天王寺校舎
大阪教育大学附属高等学校天王寺校舎（おおさかきょういくだいがくふぞくこうとうがっこうてんのうじこうしゃ）は大阪府大阪市天王寺区南河堀町に所在する国立高等学校。
大阪教育大学の附属学校。略称は、「附属天王寺」、「附天」。在校生、卒業生は「附高」と称することが多い。

## 沿革
- 1956年 - 大阪学芸大学附属高等学校天王寺校舎として開校。
- 1967年 - 大学の名称変更に伴い、大阪教育大学教育学部附属高等学校天王寺校舎に校名を変更。
- 2004年 - 大学の国立大学法人化に伴い、大阪教育大学附属高等学校天王寺校舎に校名を変更。
- 2009年 - 文部科学省より、スーパーサイエンスハイスクールの指定を受ける。

## 学校行事
- 附高祭

2学期の始業開始の午後から3日間行われている。クラス演劇、デコレーションなどが行われる。前夜祭の借り物競争や「附高生の主張」も特徴。2015年、2016年はプロジェクションマッピングが行われている。かつては4日間に亘り行われていた。2018年は否決され実施できなかった。
- 音祭

クラスごとに合唱を競い合う。選曲、編曲、練習がクラス裁量で行われる。
- 百粁徒歩

歴史的な街道を一昼夜約30時間歩き続ける伝統行事。山辺の道、明日香村など。2014年度は悪天候のため途中で中止になった。

## 他の附属学校との関係
同敷地内に附属天王寺中学校が所在するが、附属天王寺小学校は数百メートル離れた阿倍野区松崎町に所在する。附属天王寺中学校からはほぼ全員が連絡進学している。
同じ大阪教育大学附属高等学校で他校舎の平野校舎・池田校舎とは生徒間の交流は特になく、それぞれ独自の教育方針を掲げて教育に励んでいる（ただし、教官が転勤という形で行き来したり、非常勤として2校ないし3校で授業を受け持つことはある。また、同大学附属高等学校各「校舎」ごとの実質的な最高責任者である校長代行を大阪教育大学では「校舎主任」と呼び、大阪教育大学教授から選考された系列下の附属中学校長―天王寺・池田・平野―の各中学校長が同校舎主任を併任して、同校舎の教頭以下全教官・事務官の業務を実質的な校長として統括する）。

## 交通
寺田町駅（大阪環状線）南口から西へすぐ。

## 著名な出身者

### 政治
- 世耕弘成 - 衆議院議員、元参議院議員（自由民主党）、内閣官房副長官・経済産業大臣。ノーベル生理学・医学賞受賞者の山中伸弥は同級生
- 柳本卓治 - 参議院議員（自民党）
- 山田賢司 - 衆議院議員（自民党）
- 上西小百合 - 元衆議院議員。附属天王寺小、附属天王寺中卒
- 西村眞悟 - 元衆議院議員、弁護士。附属天王寺中卒
- 奥村政佳 - 参議院議員（立憲民主党）。ミュージシャン (RAG FAIR, SocooL)・気象予報士・防災士

### 行政
- 大江博 - 外交官、駐イタリア大使
- 岡村善文 - 外交官、経済協力開発機構日本政府代表部大使
- 鈴木正規 - 環境事務次官、イオン銀行会長
- 田中俊恵 - 警察大学校長、警視庁副総監
- 槌道明宏 - 防衛省防衛審議官
- 出口和宏 - 総務省自治財政局長、第22代総務省大臣官房長[1]
- 中江元哉 - 財務省関税局長、内閣総理大臣秘書官
- 西村善嗣 - 東京国税局長
- 百嶋計 - 造幣局理事長、追手門学院大学教授
- 松山健士 - 内閣府事務次官
- 美並義人 - 東京国税局長
- 安森智司 - 警察庁九州管区警察局長
- 米谷光司 - 外務省中東アフリカ局アフリカ部長

### 財界
- 岡田公伸 - 毎日放送 (MBS) 制作担当取締役
- 住野公一 - オートバックスセブン社長
- 髙尾正樹 - 日本環境設計創業者・代表取締役社長
- 中山讓治 - 製薬会社第一三共代表取締役会長兼CEO
- 藤本昌信 - 水間鉄道社長、元大阪市交通局長、元京福電気鉄道副社長
- 吉田昌郎 - 東京電力執行役員、元福島第一原子力発電所所長

### 学者・医師
- 荒川哲男 - 大阪市立大学前学長、公立大学法人大阪前副理事長
- 池田千鶴 - 神戸大学大学院法学研究科教授
- 池田謙一 - 同志社大学社会学部教授
- 岩井圭司 - 兵庫教育大学教授
- 岡村秀典 - 京都大学人文科学研究所教授
- 川岸令和 - 早稲田大学政治経済学術院教授
- 巽好幸 - 神戸大学大学院理学研究科教授
- 筒井義郎 - 大阪大学名誉教授
- 永井和 - 京都大学大学院文学研究科教授
- 中田裕康 - 早稲田大学教授、東京大学名誉教授、一橋大学名誉教授
- 西谷泉 - 群馬大学名誉教授
- 西野精治 - スタンフォード大学医学部精神科教授。睡眠負債など言及『スタンフォード式 最高の睡眠』著者
- 富家孝 - 医師、医療ジャーナリスト
- 益山新樹 - 大阪工業大学前学長
- 南雅彦 - サンフランシスコ州立大学教授
- 山中伸弥 - 京都大学iPS細胞研究所名誉所長（2012年度ノーベル生理学・医学賞受賞者）。参議院議員の世耕弘成は同級生
- 山本敬三 - 京都大学大学院法学研究科教授
- 柚崎通介 - 慶應義塾大学医学部教授
- 吉村武彦 - 明治大学名誉教授

### 文学
- 芦辺拓 - 推理作家
- 辻原登 - 作家、芥川賞受賞

### 芸能・その他
- 伊央里直加 - 女優
- エハラマサヒロ - お笑いタレント
- 菊地直子 - オウム真理教信徒[2]
- 沢菜々子 - 元アイドル
- 辰巳琢郎 - 俳優
- 細見大輔 - 俳優（演劇集団キャラメルボックス所属）
- 菅広文 - お笑いタレント・ロザン（漫才コンビ）
- 宇治原史規 - お笑いタレント・ロザン（漫才コンビ）
- 吉田一平 - アナウンサー
- 中橋かおり - アナウンサー
- 宮崎浩輔 - アナウンサー